# 台灣中國旅行社
台灣中國旅行社是一家台灣旅行社，隸屬於上海商業儲蓄銀行旗下，為中華民國第一家旅行社（交通部觀光局註冊編號：005100），服務項目包括國民旅行、國際訂房、承辦海外旅遊和外國觀光客訪台觀光等業務。

## 歷史
台灣中國旅行社前身為陳光甫於1922年設於中華民國上海市的上海商業儲蓄銀行內部的「旅遊部」，1927年正式成立為中國旅行社。中華民國政府遷台後，中國旅行社於1950年登記為台灣中國旅行社，成為台灣第一家旅行社。

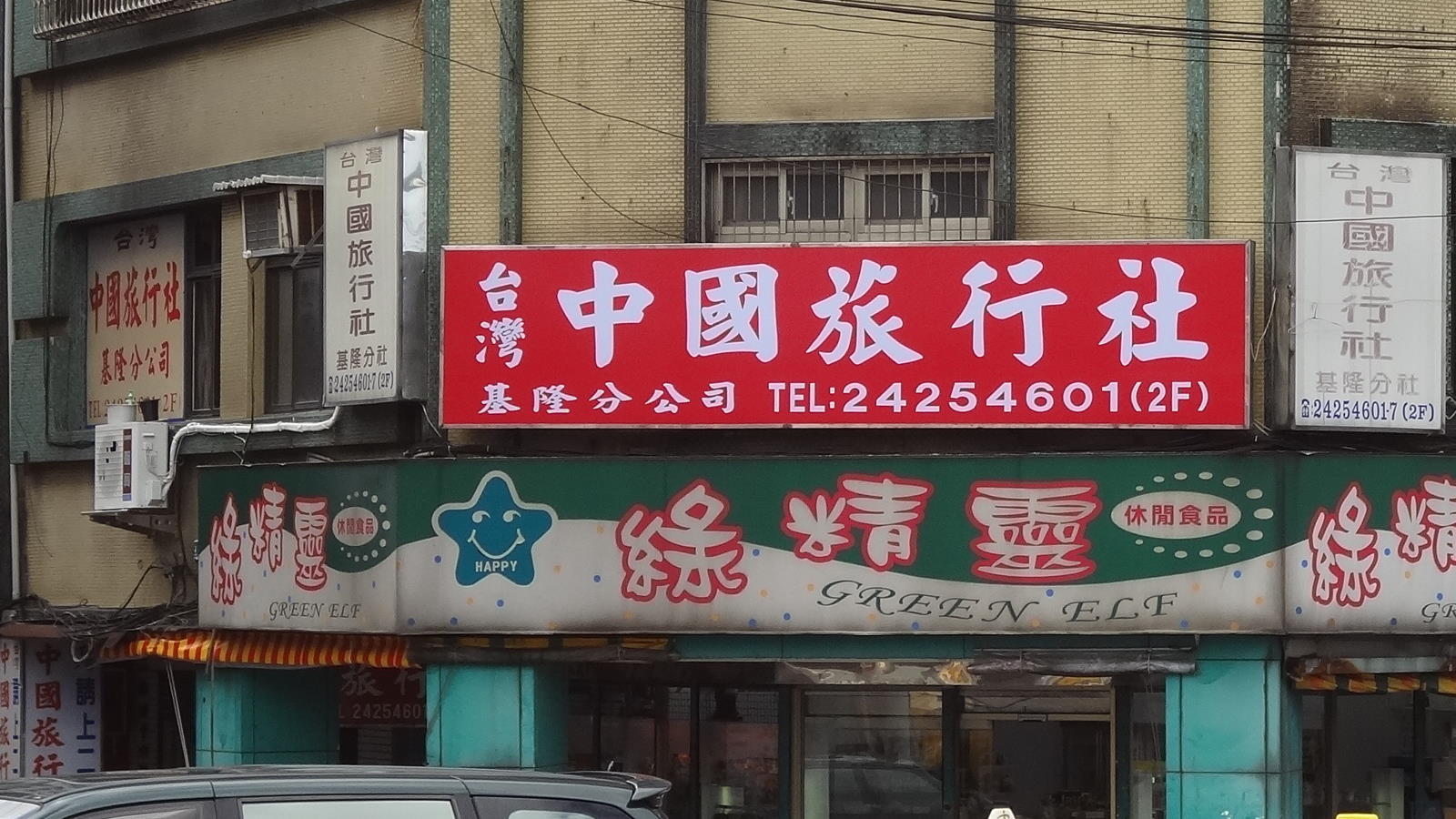
基隆分社

## 外部連結
- 台灣中國旅行社 （页面存档备份，存于）
- China Travel Service Taiwan 台灣中國旅行社的Facebook專頁
- YouTube上的ChinaTravelService Taiwan頻道